# I nikomu nie wolno się z tego śmiać
I nikomu nie wolno się z tego śmiać – piosenka polskiego zespołu rockowego Kobranocka powstała w 1987 roku.
Polski tekst napisał Rafał Bryndal. „I nikomu nie wolno się z tego śmiać” jest coverem piosenki „Armee der Verlierer” niemieckiego zespołu punkrockowego Die Toten Hosen. Utwór „Armee der Verlierer” był prezentem od Die Toten Hosen dla Kobranocki po zagraniu wspólnej trasy koncertowej w Polsce.
Piosenka jest protest songiem przeciwko sytuacji w Polsce z lat 80..
W 2013 roku zespół muzyczny Farben Lehre stworzył własną wersję tej piosenki, która trafiła na album Projekt Punk.
Piosenka ukazała się na następujących albumach:
- 1987 Sztuka jest skarpetką kulawego
- 1999 Lista przebojów Programu III 1982–1998
- 2004 The Best – Póki to nie zabronione
- 2007 Gwiazdy polskiej muzyki lat 80.